# كارميلو أنغولو
كارميلو أنغولو (بالإسبانية: Carmelo Angulo) هو لاعب كرة قدم ومدرب كرة قدم بوليفي، ولد في 23 مايو 1980 في كوبيخا في بوليفيا. شارك مع منتخب بوليفيا لكرة القدم. أما مع النوادي، فقد لعب مع ذي سترونغيست ونادي بوليفار ونادي خورخي ويلسترمان.

## وصلات خارجية
- كارميلو أنغولو على موقع قاعدة بيانات كرة القدم.إي يو (الإنجليزية)
- كارميلو أنغولو على موقع ناشيونال فوتبول تيمز (الإنجليزية)
- كارميلو أنغولو على موقع Soccerway.com (الإنجليزية)